# Château de Pouthet
El castillo y jardines de Pouthet (en francés: Château de Pouthet et Jardins du Château de Pouthet, también Chartreuse de Pouthet) es una «chartreuse», jardín botánico y arboreto de unas 2 hectáreas de extensión de administración privada, que se encuentra en la parte norte de Eymet, Francia. 
Los jardines del castillo están catalogados como «Jardin Remarquable» (jardín notable) en el 2004 por el «Ministère de la Culture et de la Communication» (Ministerio de la Cultura y la Comunicación) de Francia.

## Localización

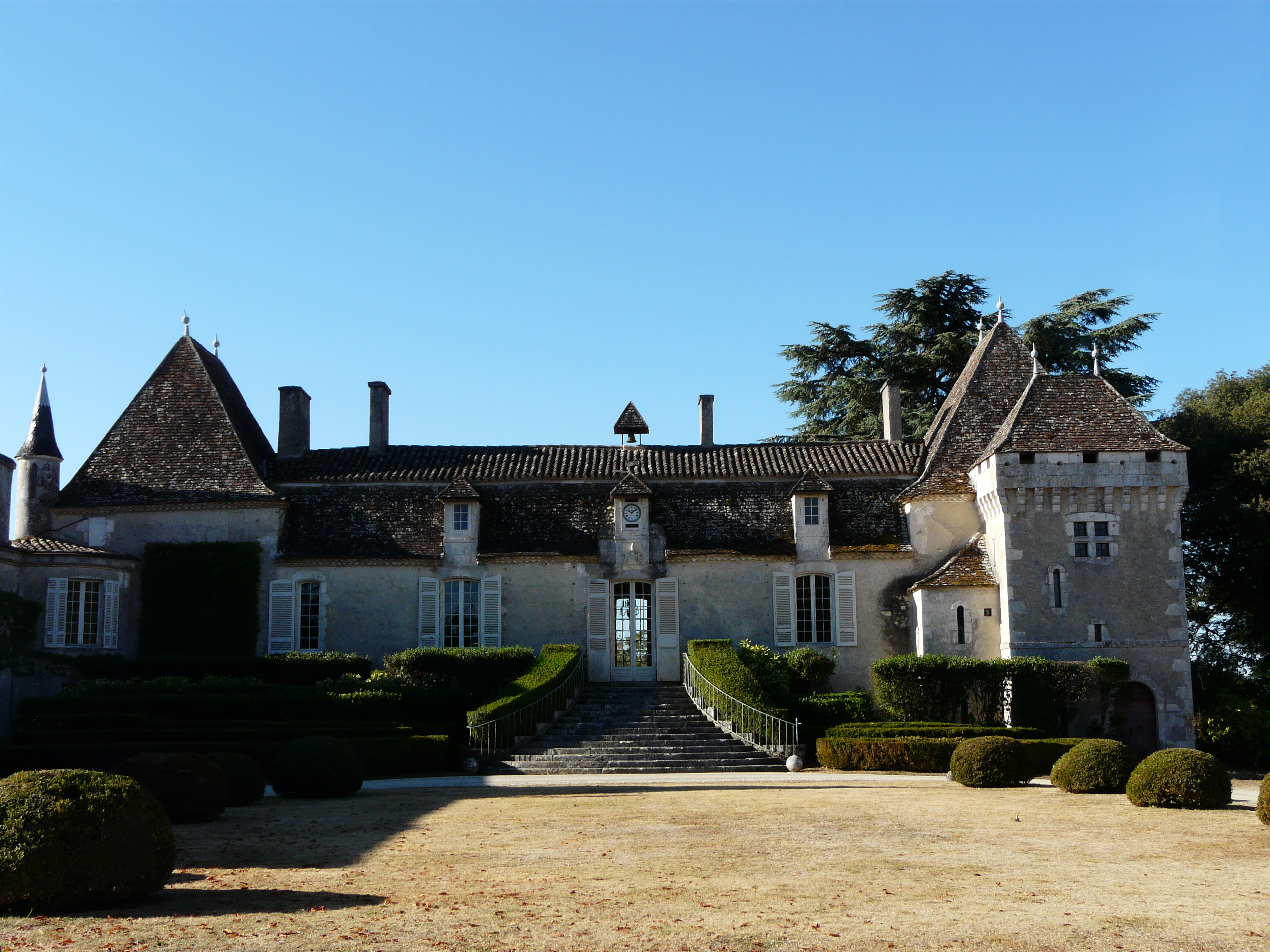
El « Château de Pouthet ».

Eymet está situado en la zona del "Périgord pourpre", en el extremo sur al suroeste del departamento de la Dordoña, la comuna de Eymet está atravesada de este a oeste por el río "Dropt", un afluente del río Garona. Al oeste limita con un afluente del Dropt, el "Escourou" y el lago de Escourou. Limita con cinco municipios del departamento de Lot-et-Garonne.
Jardins du Château de Pouthet, Code Postal 24500 Eymet, Département de Dordogne, Aquitaine, France-Francia.
Visitable los días de "Rendez vous" de los jardines.

## Historia
Construido en el siglo XVIII, el edificio fue muy modificado en el siglo siguiente. Se trata de una antigua bodega.
El cuerpo principal del edificio se orienta según el eje oeste-este. Está delimitado en cada extremo por un pabellón y formar una estructura de "cartuja", accesible en el lado norte por una gran escalera de honor de catorce pasos y por el lado sur por una doble escalera. En el lado este, ex ala de las dependencias forma una L con el cuerpo principal de la casa. Al oeste de la casa, una torre con falsas almenas que fue edificada en el siglo XIX en sustitución de un ala destruida por el fuego, y la parte oriental, una torreta delgada hace durante. Los nuevos comunes fueron construidos en el norte hasta cuarenta metros del cuerpo principal de la casa.
El edificio y los jardines están registrados bajo monumentos el 23 de junio de 2006.
La finca, con su parque, los cuadros de cultivos, su avenida de cedros y huerto policromo, están clasificados como jardins remarquables.

## Colecciones
El parque del castillo está situado en una colina con vistas al valle del río Dropt.
El castillo está edificado en una escala humana, las características del parque, incluyendo árboles podados a la caja y una hermosa avenida de cedros plantados hace 150 años (1860). 
El jardín-huerto se caracteriza por la presencia de lechos de cultivo en forma de cuadros donde se cultivan flores y hortalizas, incluso coloreadas.
En las laderas circundantes, los bosques están cubiertos de narcisos, ciclamenes o azafranes según las estaciones del año.

Detalles
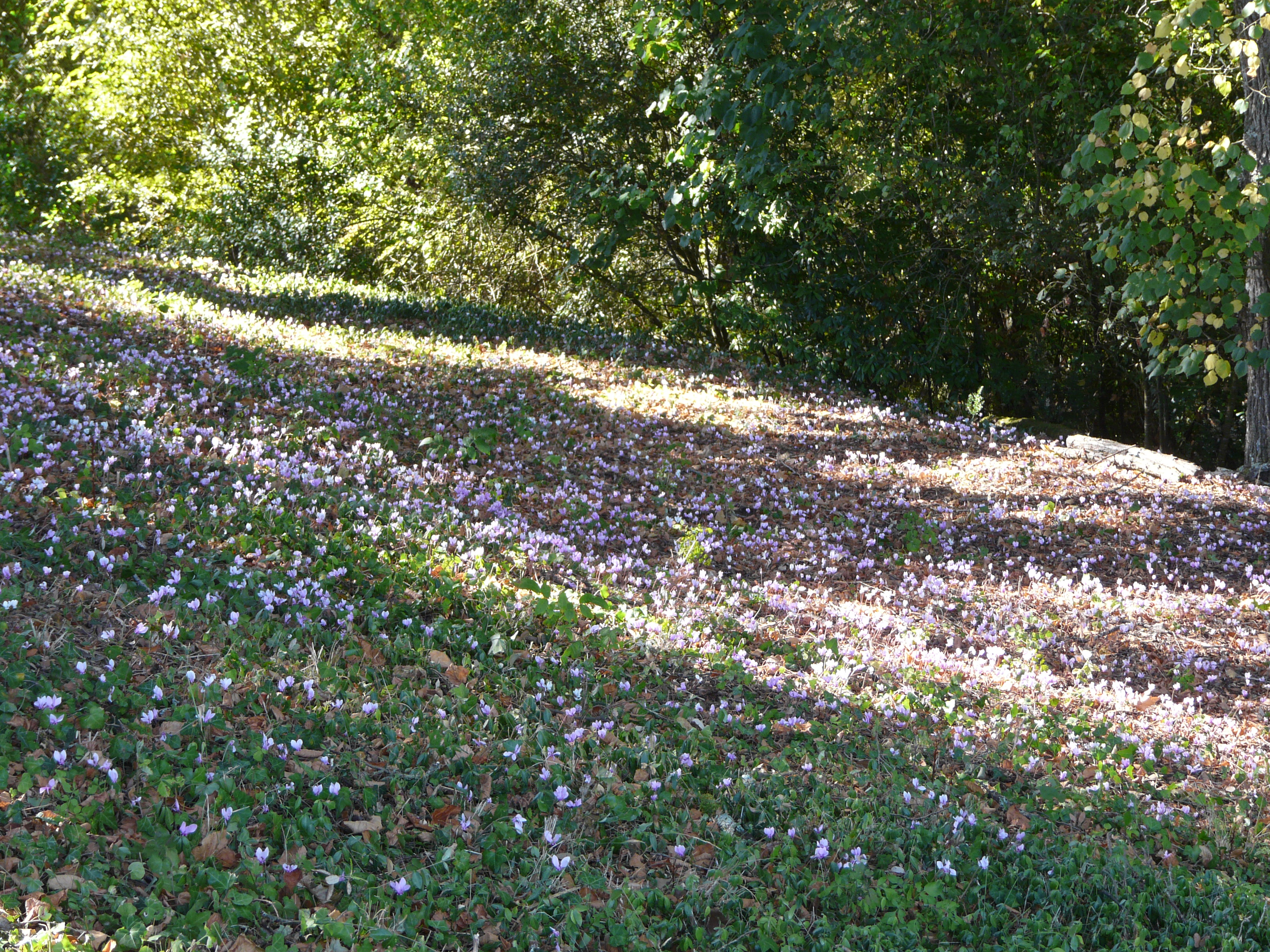
Cyclamen en el jardín.
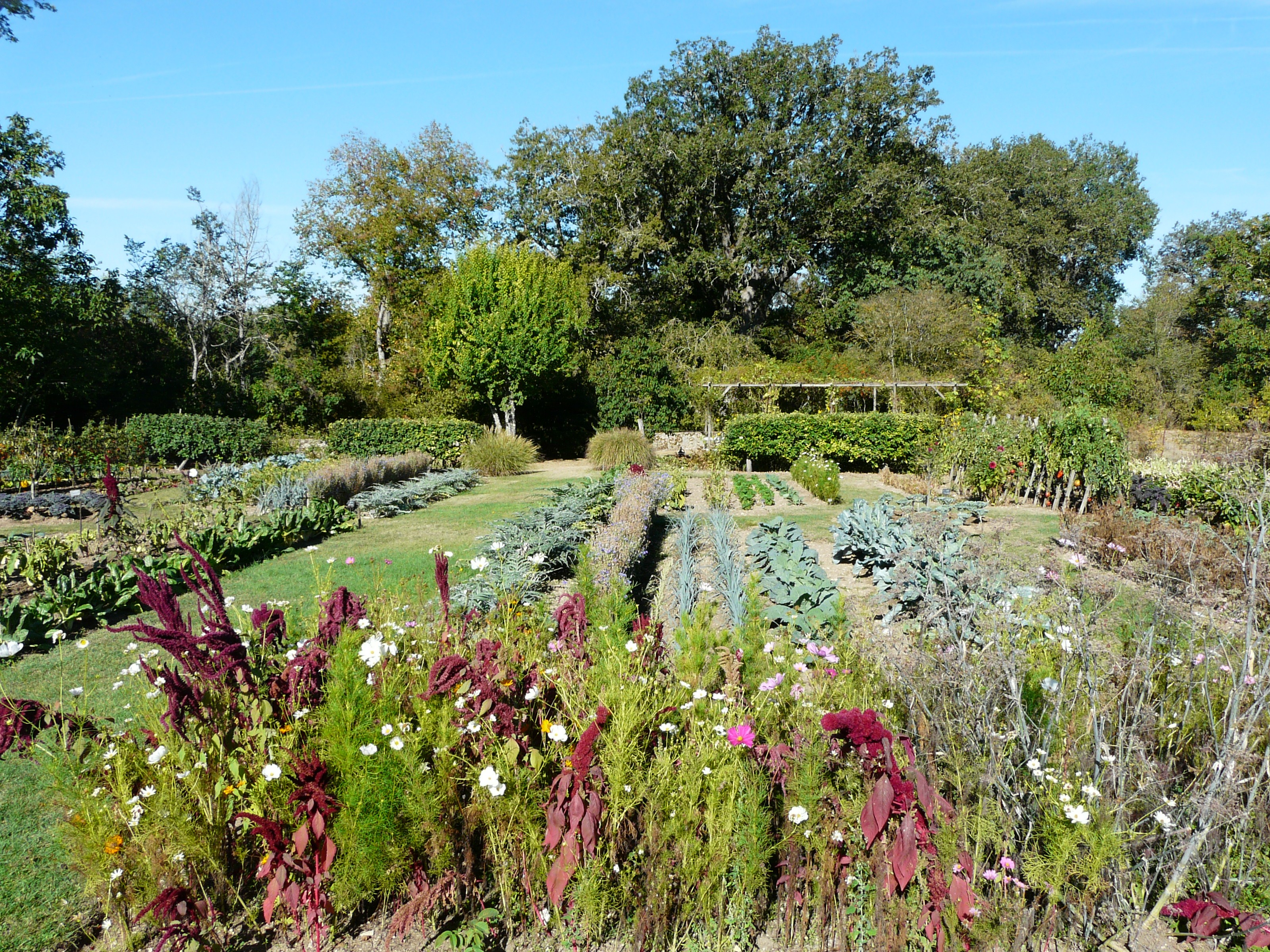
El potager.
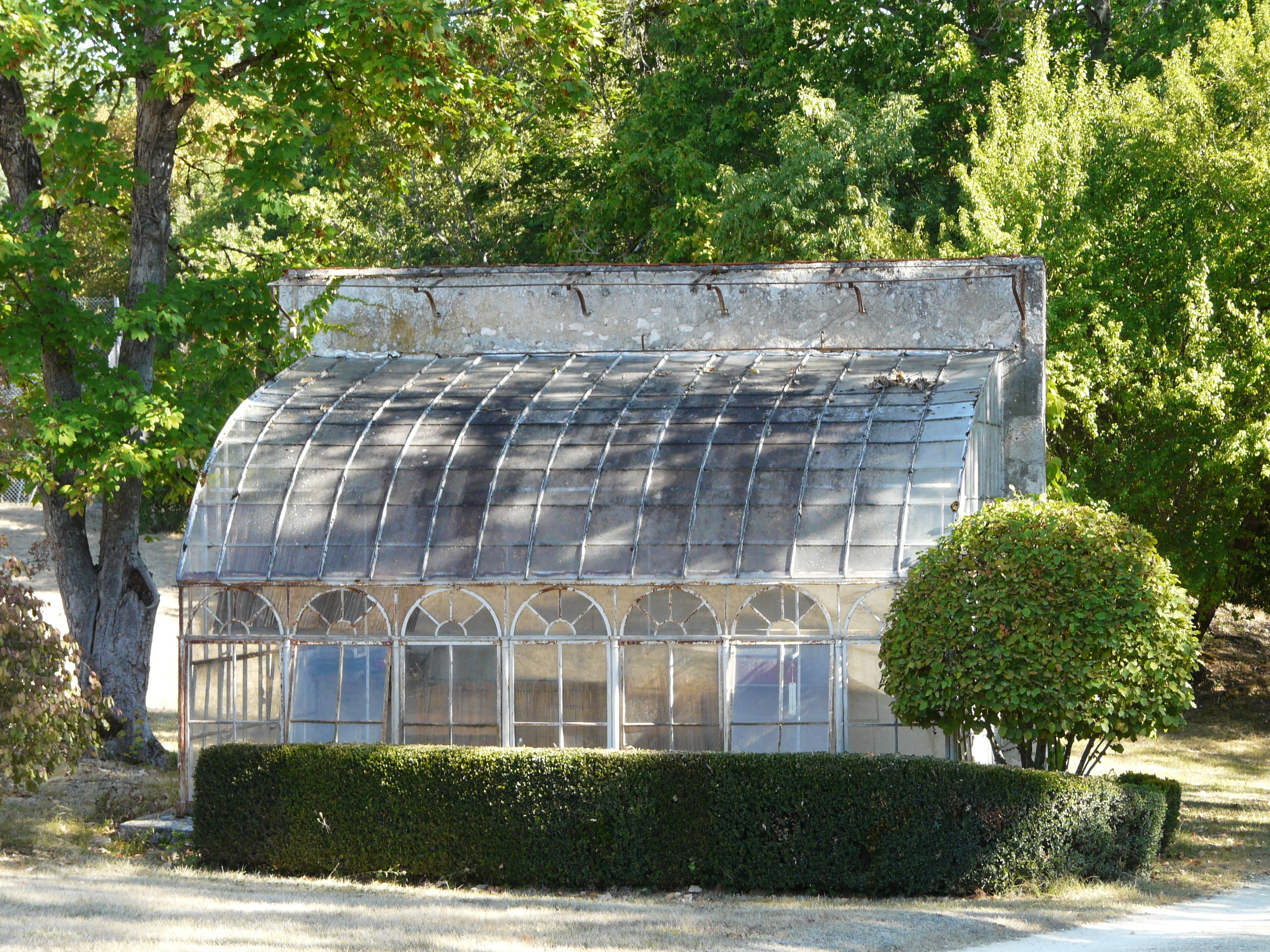
El invernadero.